# Cesare Pellegatta
Cesare Pellegatta (Sacconago, 2 novembre 1910 – Busto Arsizio, 22 ottobre 1996) è stato un allenatore di calcio e calciatore italiano, di ruolo centrocampista.

## Carriera
Giocò in Serie A con Pro Patria e Novara e con il Siena nel campionato misto A-B del 1945-1946.

## Palmarès

### Giocatore

#### Competizioni nazionali
- Serie C: 1

Siena: 1937-1938